# Sven Körlof
Sven Harald Ingemar Körlof, född 24 februari 1916 i Lund, död 27 oktober 2014 i Hudiksvallsbygdens församling, var en svensk militär.
Efter studentexamen i Lund 1936 och officersexamen blev Körlof fänrik vid Norrbottens regemente 1939. Han deltog i den Svenska frivilligkåren under det finska vinterkriget 1940. Han befordrades till löjtnant 1941 och till kapten 1947 vid Norrbottens regemente. Han genomgick Krigshögskolan 1950–1952 och var aspirant vid generalstabskåren 1953–1954.  Under 1956 deltog han i övervakningskommissionen i Korea. Körlof befordrades till major 1958 och var skolchef vid Jägarskolan i Kiruna 1958–1962. Från 1962 tjänstgjorde han vid Dalregementet där han utsågs till överstelöjtnant och inskrivningschef samt brigadchef för Dalabrigaden 1963. Från 1969 arbetade Körlof vid Värnpliktsverket. Körlof utsågs 1959 till riddare av Svärdsorden av första klassen.
Körlof var son till häradshövdingen Harald Körlof och filosofie kandidaten Sigrid Svensson. Han var far till Björn Körlof och bror till Voldmar Körlof. Sven Körlof är gravsatt i minneslunden på Tyresö begravningsplats.